# Adrienne King
Adrienne King (Oyster Bay, Nueva York, 21 de julio de 1960) es una actriz, actriz de voz, artista, empresaria, bailarina, vinicultora y pintora estadounidense. Es conocida por su papel de Alice Hardy en la película  Friday the 13th (1980) y Friday the 13th Part 2 (1981).

## Carrera
Adrienne King apareció en un comercial de televisión cuando tenía 6 meses de edad, estudió canto y danza en London Royal Academy. Su primer papel lo obtuvo a los 5 años de edad en 1965 en un episodio de la serie de televisión Hallmark Hall of Fame. Participó como bailarina en 1977 en la película Saturday Night Fever. En 1980 protagonizó la clásica película de horror  Friday the 13th donde interpretó el papel de Alice Hardy. Tras el éxito de  Friday the 13th fue perseguida por un acosador. El acosador, trató de romper la puerta de su apartamento. Horrorizada por dicha experiencia, ella decidió tomar un descanso de la actuación y centrarse en la pintura. Actuó en 1981 en la película Friday the 13th Part II, pero solo actuó poco tiempo en la película. Durante la década de los 90 hizo funciones de voz en varias películas como ¿A quién ama Gilbert Grape? (1993), Jerry Maguire (1996),  Titanic (1997), Casi famosos (2000), entre otras. Después de varios años sin actuar, Adrienne regresa al cine en el año 2010 en la película Walking Distance.

## Filmografía

### Películas
- Killer Therapy (2019) .... Señora Perkins
- Psychic Experiment (2010) .... Louise Strack
- The Butterfly Room (2010) .... Rachel
- Walking Distance (2010) .... Louise Strack
- Friday the 13th Part II (1981) .... Alice Hardy
- Friday the 13th (1980) .... Alice Hardy
- Hair (1979) .... Bailarina
- Saturday Night Fever (1977) .... Bailarina
- Between the Lines (1977) .... Jovencita

### Series de televisión
- Hallmark Hall of Fame .... Melinda (1 episodio: Inherit the Wind, 1965)

### Películas con funciones de voz
- Casi famosos (2000)
- MouseHunt (1997)
- Titanic (1997)
- Jerry Maguire (1996)
- While You Were Sleeping (1995)
- Lobo (1994)
- Philadelphia (1993)
- El informe Pelícano (1993)
- ¿A quién ama Gilbert Grape? (1993)
- The Good Son (1993)
- El hombre sin rostro (1993)
- The Night We Never Met (1993)